# Algo que celebrar
Algo que celebrar es una serie de televisión española de comedia de Antena 3, producida por Grupo Secuoya y que fue estrenada el 7 de enero de 2015 y su último capítulo fue emitido el 25 de febrero de 2015. Fue protagonizada por Luis Varela, Elena Irureta, Alejo Sauras y Norma Ruiz.
Tres semanas después de su estreno se confirmó que la serie terminaría en su octavo episodio, sin opción de continuidad, dada su escasa audiencia, precipitando su final, ya que se tenían planeados otros 5 capítulos más hasta completar una temporada, que nunca fueron finalmente desarrollados.

## Argumento
La serie giraba en torno a los acontecimientos de la familia Navarro. La serie arrancaba con un planteamiento muy original: observar la evolución y revolución de una familia como la de cualquier persona convencional a través de los grandes acontecimientos que les unen en fechas concretas, pero con un toque cómico, exagerando las situaciones de la vida cotiadiana. Bodas, bautizos, comuniones, funerales, cumpleaños y las inevitables celebraciones navideñas: todos los acontecimientos que reúnen al núcleo familiar en algo más de un año suponen el vehículo a través del cual, sin perder la sonrisa, en las relaciones humanas, los rencores y las rencillas, el amor incondicional de los abuelos, los celos y las ausencias.

## Reparto
- Personajes principales:
- Luis Varela es Manuel Navarro Crespo (Capítulo 1-8).
- Elena Irureta es Concepción "Concha" Magallón (Capítulo 1-8).
- Alejo Sauras es Santiago "Santi" Navarro Magallón (Capítulo 1-8).
- Norma Ruiz es Eva Navarro Magallón (Capítulo 1-8).
- Carlos Chamarro es Enrique Bassols (Capítulo 1-8).
- Cristina Peña es Laura Navarro Magallón (Capítulo 1-8).
- Ana Rayo es Pilar Cantalapiedra (Capítulo 1-8).
- Ricardo Castella es Lolo Navarro Magallón (Capítulo 1-8).
- Raúl Fernández es Gorka Díaz (Capítulo 1-8).
- Alicia Rubio es María Victoria "Mariví" González (Capítulo 1-8).
- Kimberley Tell es Rose McGregor (Capítulo 1-8).
- Álvaro Fontalba es Pedro Navarro Cantalapiedra (Capítulo 1-8).
- Daniel Avilés es Nicolás "Nico" Navarro Cantalapiedra (Capítulo 1-8).
- Paula Sancho es Berta Bassols (Capítulo 1-8).
- Máximo Pastor es Mateo Bassols Navarro (Capítulo 1-8).
- Julieta Serrano es María Crespo (Capítulo 1-8).
- Itziar Castro es Louise (Capítulo 1, Capítulo 5).

- Colaboraciones especiales:
- Octavi Pujades es Darío Espejel (Capítulo 1).
- Pilar Massa (Capítulo 1).
- Gorka Lasaosa es David (Capítulo 2).
- Cristina Higueras  (Capítulo 3).
- María Kosty (Capítulo 3).
- Mariano Venancio es Francis Navarro (Capítulo 3).
- Juan López-Tagle  (Capítulo 4).
- Miquel Almansa  (Capítulo 4).
- Eloy Arenas es Camilo Pardeza (Capítulo 4/7-8).
- Rafa Ayuso (Capítulo 5).
- Jorge Sanz es Richard (Capítulo 5).
- Ramón Orozco  (Capítulo 6).
- Antonio Gómez  (Capítulo 6).
- Belinda Washington es Felicidad (Capítulo 6-7).
- Ana Otero  (Capítulo 7).
- Darío Paso  (Capítulo 7).
- Silvia Casanova  (Capítulo 7).
- Manu Hernández  (Capítulo 7).
- David Ramírez  (Capítulo 8).
- Paula Miralles  (Capítulo 8).

## Banda sonora
Banda sonora original compuesta por César Benito.

## Episodios
| Episodios | Episodios | Estreno            | Final                 | Audiencia media | Audiencia media | Audiencia media |
| Episodios | Episodios | Estreno            | Final                 | Espectadores    | Cuota           |                 |
| --------- | --------- | ------------------ | --------------------- | --------------- | --------------- | --------------- |
|           | 8         | 7 de enero de 2015 | 25 de febrero de 2015 | 2 569 000       | 14,2%           |                 |

| N.º Episodio | Título                                | Fecha de emisión      | Audiencia | Cuota |
| ------------ | ------------------------------------- | --------------------- | --------- | ----- |
| 1            | «La boda de mi hermano»               | 7 de enero de 2015    | 3 307 000 | 18,1% |
| 2            | «Ave María Purísima»                  | 14 de enero de 2015   | 2 973 000 | 15,8% |
| 3            | «El cumpleaños de la abuela»          | 21 de enero de 2015   | 2 484 000 | 13,3% |
| 4            | «El novio de mamá»                    | 28 de enero de 2015   | 2 376 000 | 13,1% |
| 5            | «La fiesta sorpresa»                  | 4 de febrero de 2015  | 2 395 000 | 13,1% |
| 6            | «Felicidad, que bonito nombre tienes» | 11 de febrero de 2015 | 2 386 000 | 13,6% |
| 7            | «No somos nadie»                      | 18 de febrero de 2015 | 2 437 000 | 13,9% |
| 8            | «La caída de la casa Navarro»         | 25 de febrero de 2015 | 2 194 000 | 13,2% |